# Waikawau (fleuve)
Le fleuve Waikawau (en anglais : Waikawau River) est un cours d'eau du District de Waitomo dans le sud de la région de Waikato de l’île du Nord de la Nouvelle-Zélande.

## Géographie
Il s’écoule essentiellement vers l’ouest à partir de l’ouest de la chaîne de Herangi Range (en) pour atteindre le North Taranaki Bight (en) à 20 km au nord de la localité de Mokau.